# Ukrán U21-es labdarúgó-válogatott
Az Ukrán U21-es labdarúgó-válogatott Ukrajna 21 éven aluli labdarúgó-válogatottja, melyet az ukrán labdarúgó-szövetség irányít.

## U21-es labdarúgó-Európa-bajnokság
- 1978–1992:
- 1994: nem indult
- 1996: nem jutott ki
- 1998: nem jutott ki
- 2000: nem jutott ki
- 2002: nem jutott ki
- 2004: nem jutott ki
- 2006: Ezüstérmes
- 2007: nem jutott ki
- 2009: nem jutott ki
- 2011: Csoportkör
- 2013: nem jutott ki
- 2015: nem jutott ki
- 2017: nem jutott ki

## Olimpiai szereplés
- 1992: Nem jutott ki
- 1996: Nem jutott ki
- 2000: Nem jutott ki
- 2004: Nem jutott ki
- 2008: Nem jutott ki
- 2012: nem jutott ki
- 2016: nem jutott ki

## A csapat kapitányai
- Volodimir Muntyan (1992-1994)
- Viktor Kolotov (1995)
- Olekszijovics Iscsenko (1996-1997)
- Viktor Kolotov (1998-1999)
- Volodimir Oniscsenko (1999-2001)
- Anatolij Kroscsenko (2002)
- Pavlo Jakovenko (2002-2004)
- Hennagyij Litovcsenko (2003-2004)
- Olekszij Mihajlicsenko (2004-2007)
- Volodimir Muntyan (2008)
- Pavlo Jakovenko (2008-2012)
- Szerhij Kovalec (2013-2015)
- Olekszandr Holovko (2015-)